# 澄源堂
澎湖馬公澄源堂，由鷺江薛詔光倡舉，建於光緒五年（1879年）的齋教先天道齋堂（亦作菜堂），屬於萬全堂派下。
澄源堂是澎湖地區少見仍保持先天道禮儀的齋堂，歷史意義彌足珍貴，但澄源堂如同台灣本島的齋堂一樣，面臨空門化的現象。現今大多數人僅知其為私人佛堂，並不清楚澄源堂與齋教先天派的淵源。

## 沿革
光緒五年（1879年），薛詔光倡建澄源堂，由澎湖通判銜黃步梯慷慨捐地，搭建齋堂，勞役委請辛正中、黃悟修負責，並於光緒六年（1880年）竣工。（書載「黃別駕烈侯」，即指黃步梯，「別駕」為通判別稱，「烈侯」則是黃步梯的字。）
光緒16年（1889年），堂主辛修忠募款重新修繕澄源堂，翌年澎湖仕紳許棼乃撰〈澎湖媽宮澄源齋堂記〉碑文。
光緒21年（即明治28年，1895年），位於媽宮的鸞堂一新社因被乙未戰爭戰火波及，一度借用澄源堂（齋教之先天道）設壇，扶鸞濟世。:48
日治時期間澄源堂仍持續運作，素有「澎湖第一才女」之稱的蔡旨禪（1900-1958年）在大正13年（1924年）於澄源堂設帳教學，為澎湖地區首位女性塾師，七個月後，又被延攬至彰化福吉堂（今彰化福善寺）平權軒教授漢文。
馬公街西町（今馬公市長安里）澄源齋堂。蔡氏旨禪，自幼長齋繡佛，係陳錫如是高足女弟子。工畫能文而書法猶為勁秀，彼郡人士多有持扇奉箋，託人求其書寫者。本月設帳於澄源齋堂，教授漢文。女生及門受業者，計十餘人。該氏每日午後二時必至留鴻軒聽講，四時方面堂授課。故湖海老人，調贈一聯云：「進作留鴻軒弟子，退為澄源堂先生。」蓋紀實也，澎湖百年來，以巾幗為漢文先生者，當以此為嚆矢。
 — 《臺南新報》第7963號，大正13年(1924)4月23日，「澎湖信通」，〈巾幗設帳〉。
澄源堂在1945年日本投降、國民政府接收臺灣後，一度被軍人及軍眷佔住侵占，蔡旨禪與其兄蔡陣（又名蔡朝陣，鼎灣人）聯手提起訴訟，同年輾轉討回廟舍，只是建物也遭受破壞，堂貌已面目全非，蔡旨禪只得出資重修澄源堂，翌年返回澄源堂擔任住持，可惜曠時未久，蔡旨禪於民國49年（1958年）與世長辭，繼任住持由蔡旨禪姪女蔡靜修（即蔡陣之女）接任。

## 齋堂與佛教
佛教僧侶長住媽宮（今馬公市）的紀錄最早約莫於清代中葉，而佛教神祇如觀世音菩薩、地藏菩薩也很早受到澎湖居民的奉祀，但澎湖地區綜觀有清之際澎湖都沒有真正的佛教寺庵，直到民國52年（1963年）媽宮首座正信佛教的佛寺出現之前，清季位於媽宮市區的齋堂－澄源堂與太和堂，便在很大程度上代替佛剎做為傳播佛教教義的據點。:137–138

## 文物

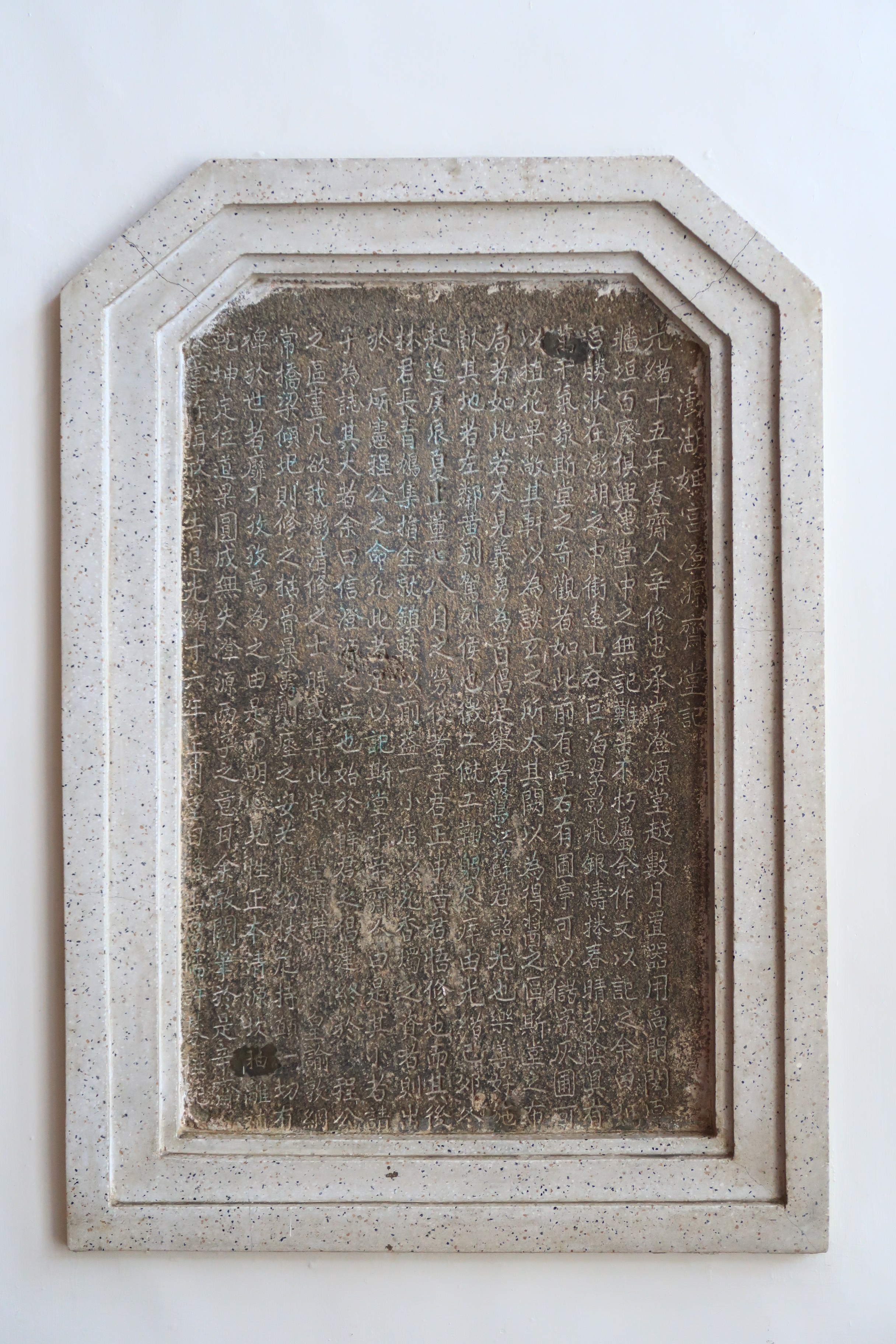
光緒16年許棼立碑。

光緒16年（1889年），澎湖鄉紳許棼（白沙鄉人）碑撰光緒十五年（1888年，即文中己卯年）澄源堂重修，次年竣工之情景，並描述澄源堂淵源與四周景觀，感念眾位信徒出力云云。此〈澎湖媽宮澄源齋記〉今仍存於澄源堂之中。
光緒十五年春，齋人辛修忠承掌澄源堂；越數月，置器用、高問門、原牆垣，百廢俱興。患堂中之無記，難垂不朽，屬余作文以記之。

余曰：媽宮勝狀，在澎湖之中；銜遠山、吞巨海，翠影飛銀濤、捲春晴秋陰，俱有萬千氣象。斯堂之奇觀者如此，前有亭、右有圃；亭可以儲字，灰圃可以植花果。
敬其軒，以為談玄之所；大其闕，以為得醬之區。
斯堂之市局者如此，若夫見義勇為、首倡是舉者，鷺江薛君詔光也。樂善好施、献其地者，左鄰黃別駕烈候也。徵工僦工、鞠躬尽瘁，由光緒己卯冬起、迨庚辰夏正，董七八月之勞役者，辛君正中、黃君悟修也。面其後，林君長青鴆集捐金，就鎮轅以前蓋一小店，以充香燭之資者，則中於所憲程公之命。凡此者，足以記斯堂乎。辛齋人曰：是其小者，請子為誌其大者。

余曰：信澄源之立也，始於薛君之倡建，終於程公之區畫。凡欲我澎湖清修之士，時或集此崇聖蹟、講皇論、敦綱常；橋梁傾圮則修之，枯骨暴露則瘞之，安老懷幼、扶危持顛，一切有裨於世者，靡不孜孜焉為之。由是而明心見性、正本清源，坎抽離補乾坤、定位道果圓成，無失澄源兩字之意耳。余敢闕筆，於是辛齋人合掌作克欣然告退。
 — 光緒十六年正月望日　瞭山腐儒許棼撰記， 〈澎湖媽宮澄源齋堂記〉

## 圖輯

外觀
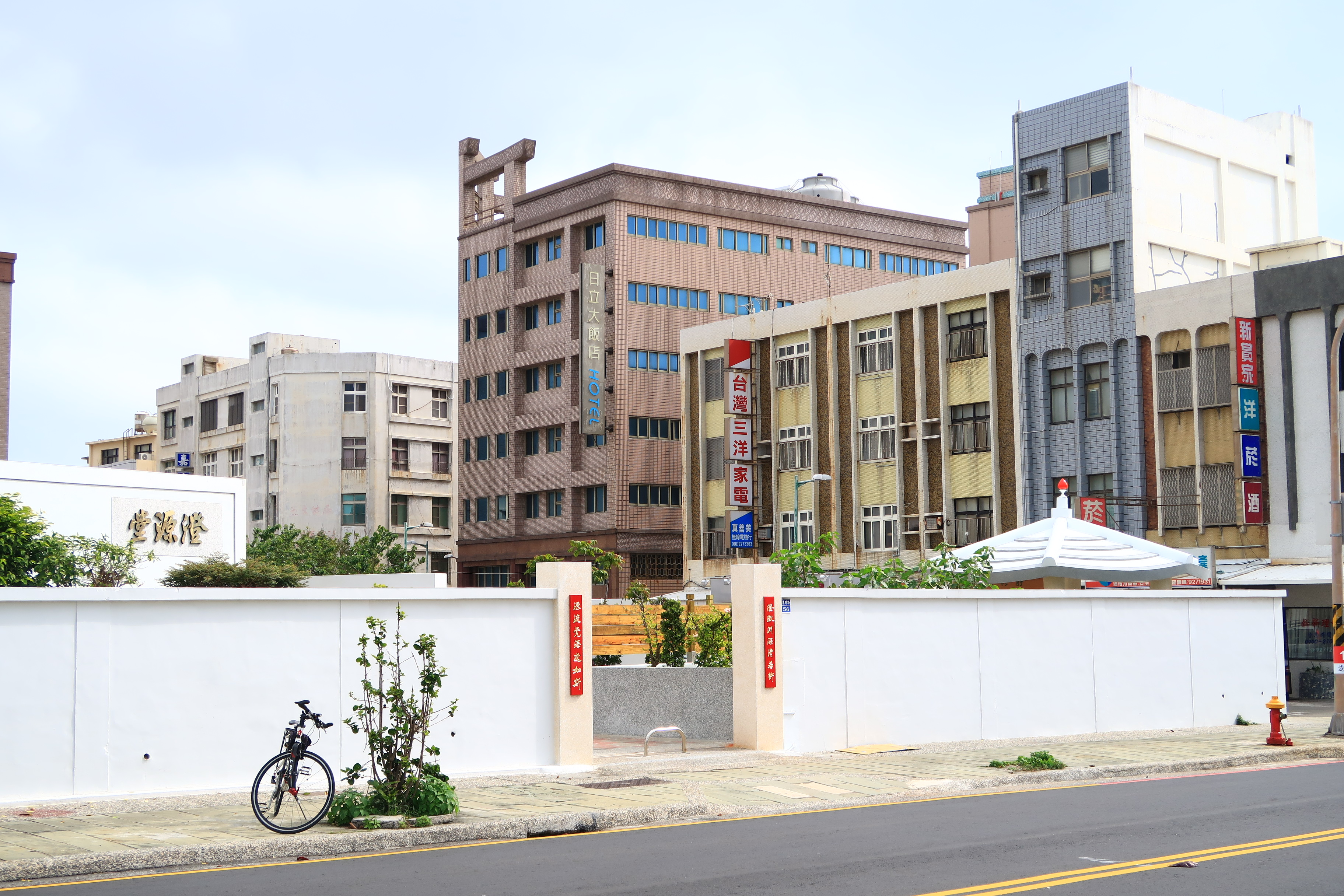
入口
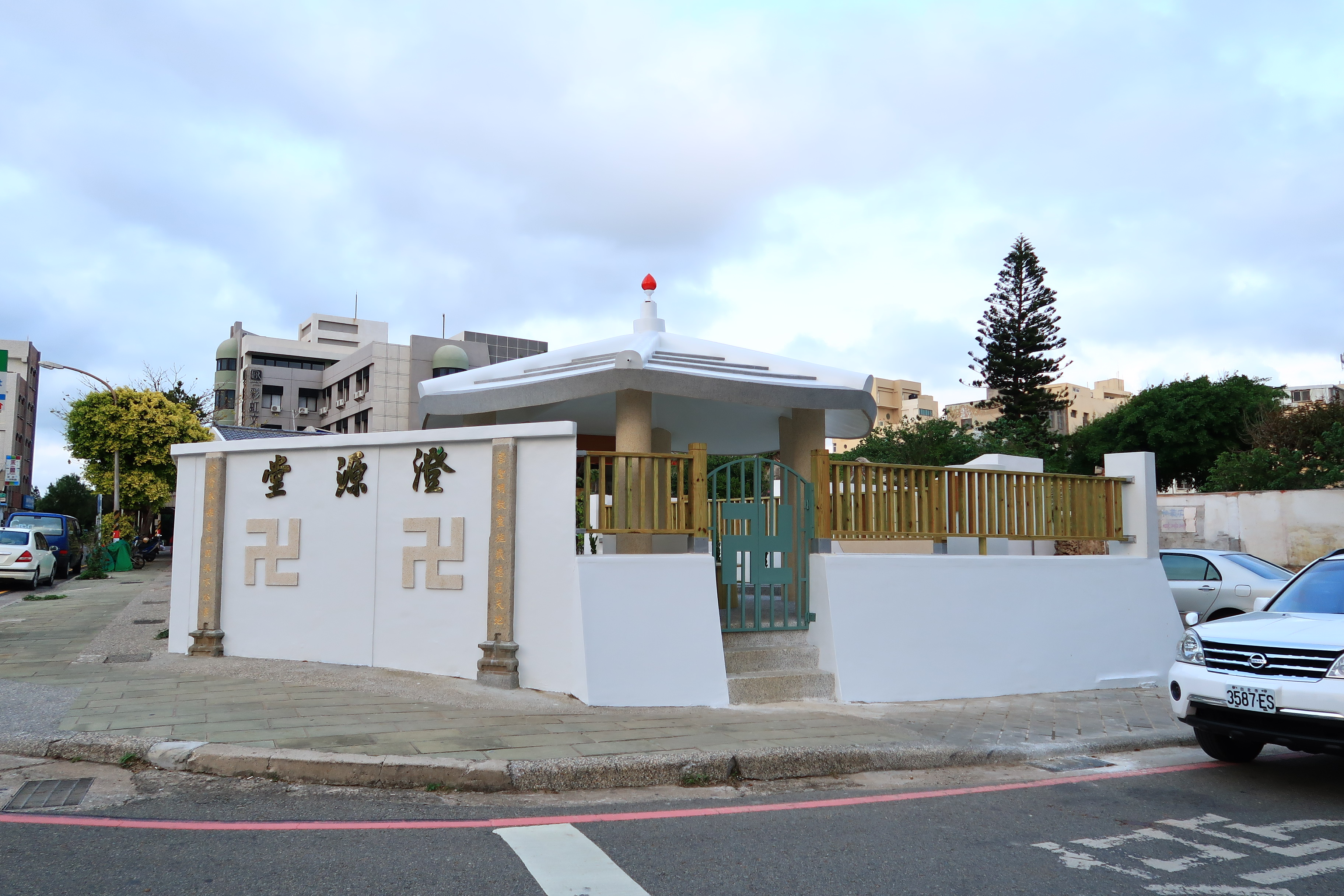
外側
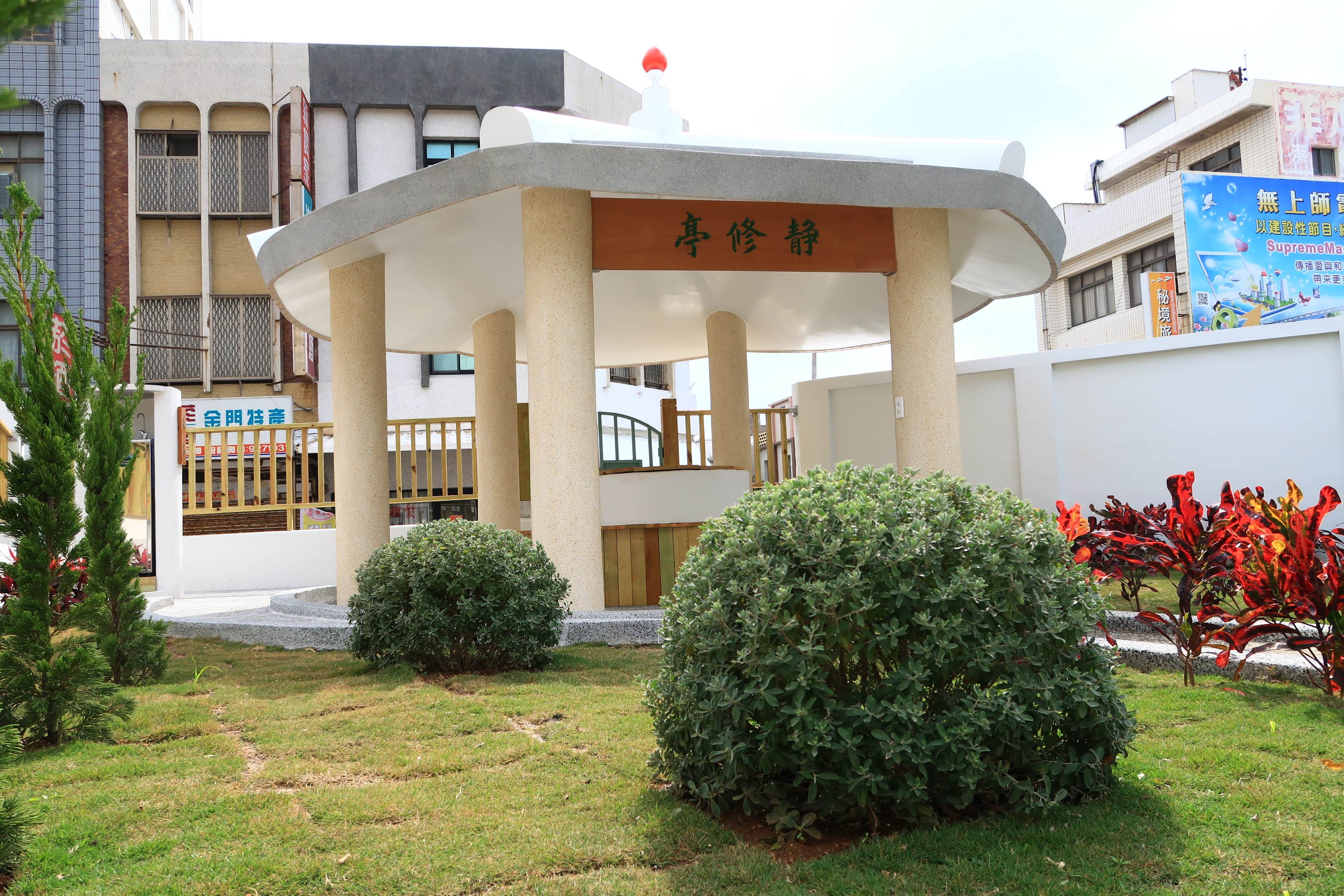
靜修亭
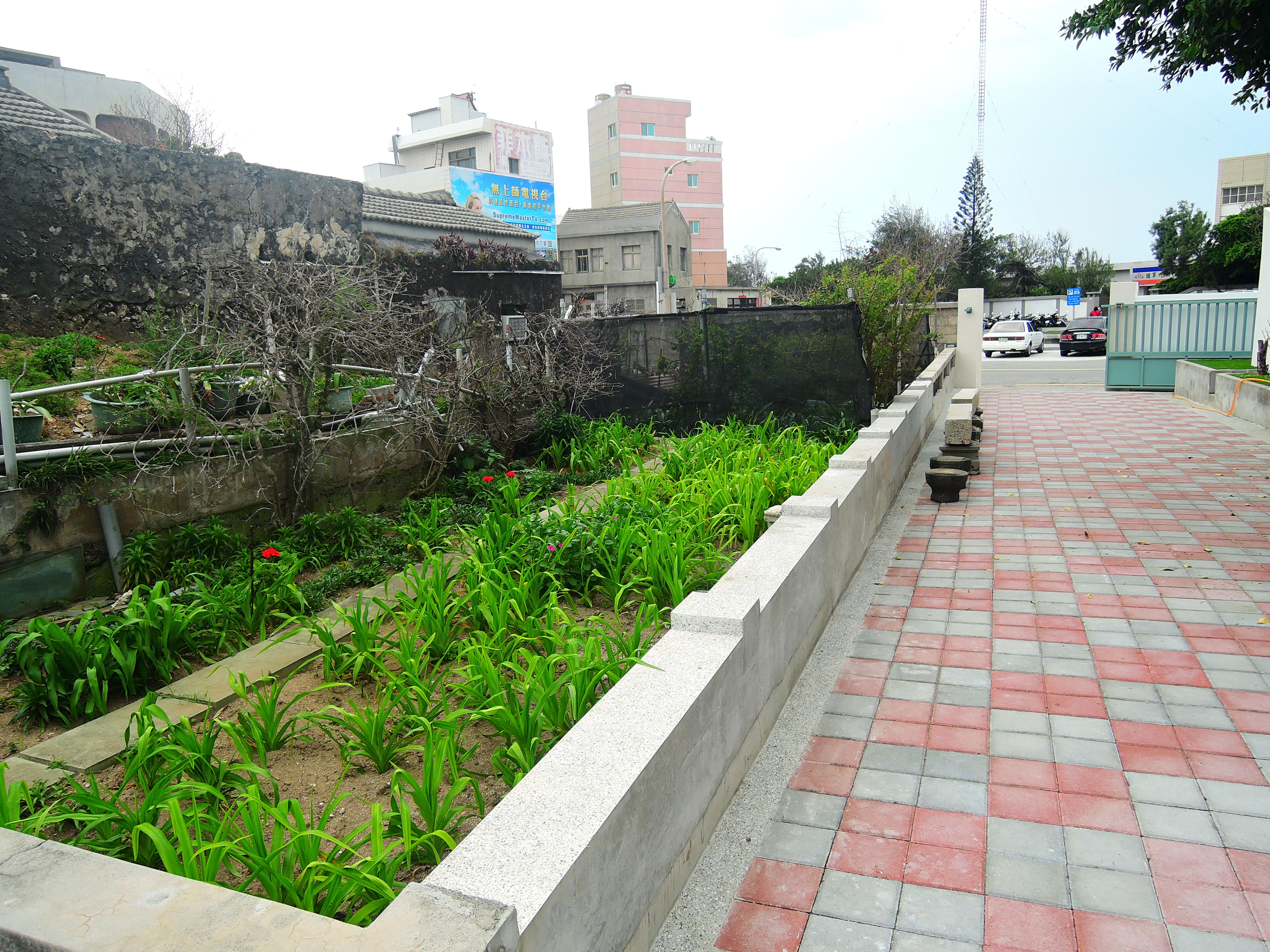
堂前菜園，自給自足的傳統（攝於2018年）
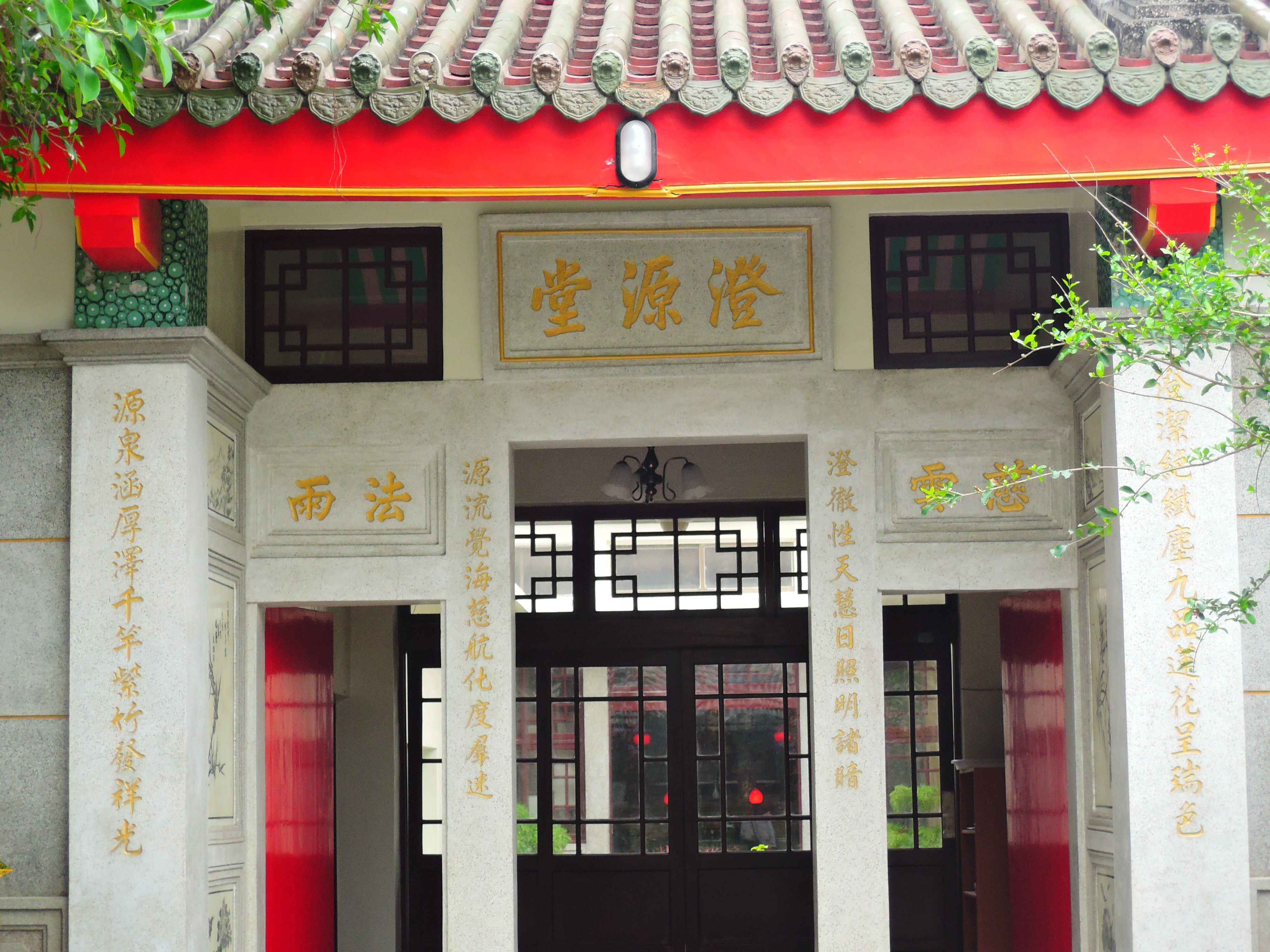
齋堂（遵照橫書的傳統標示堂號）
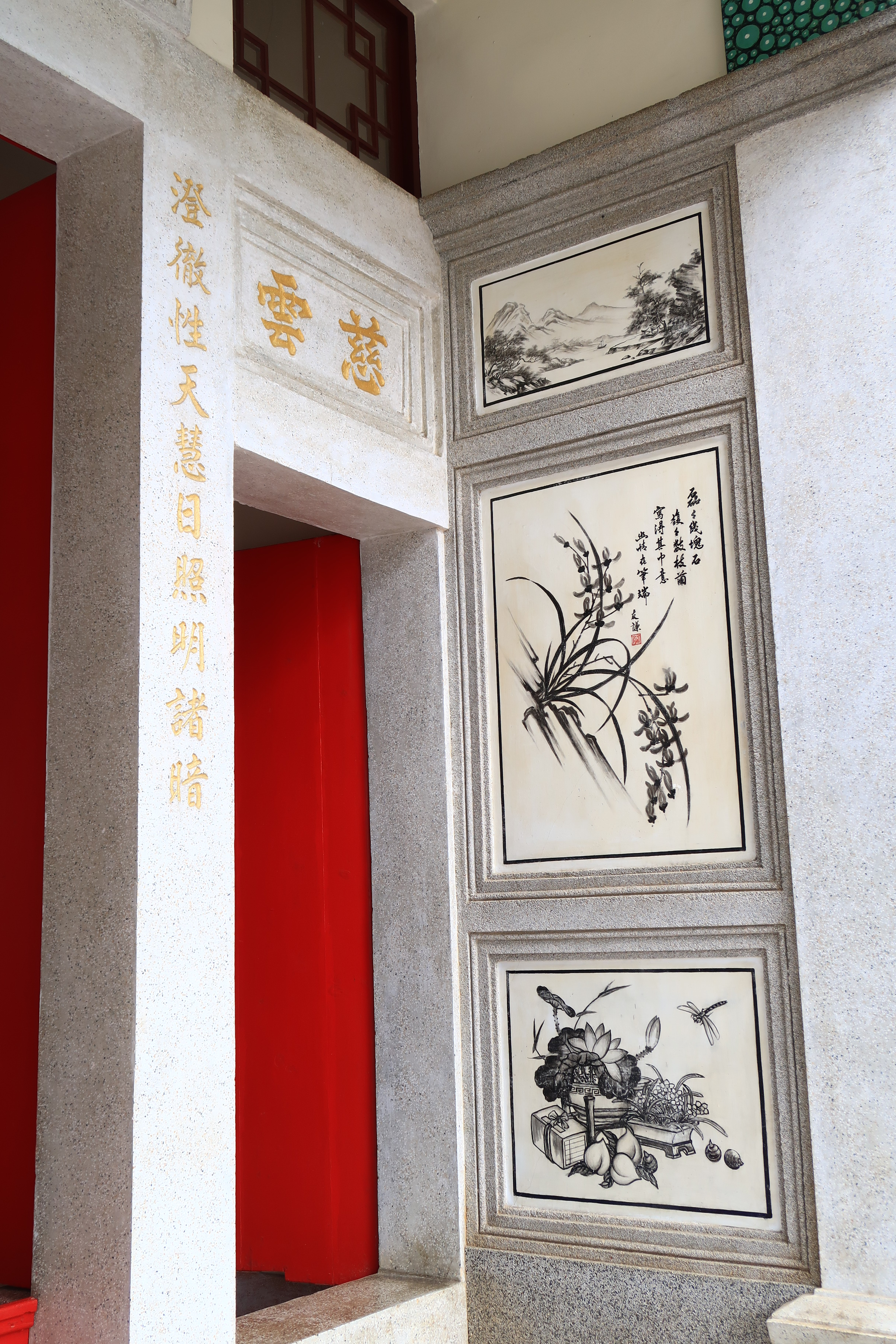
黃友謙繪製

內部
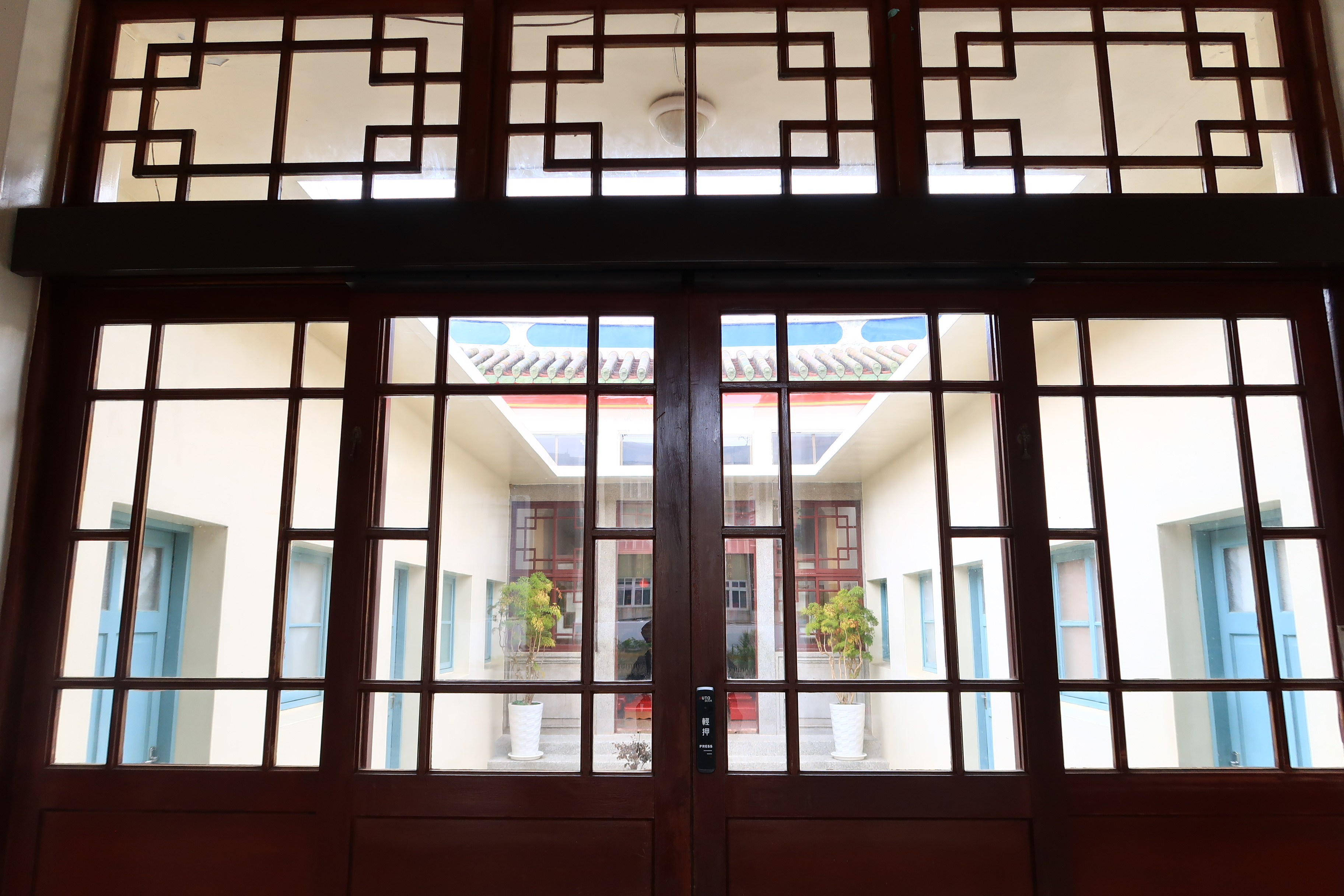
入堂木門
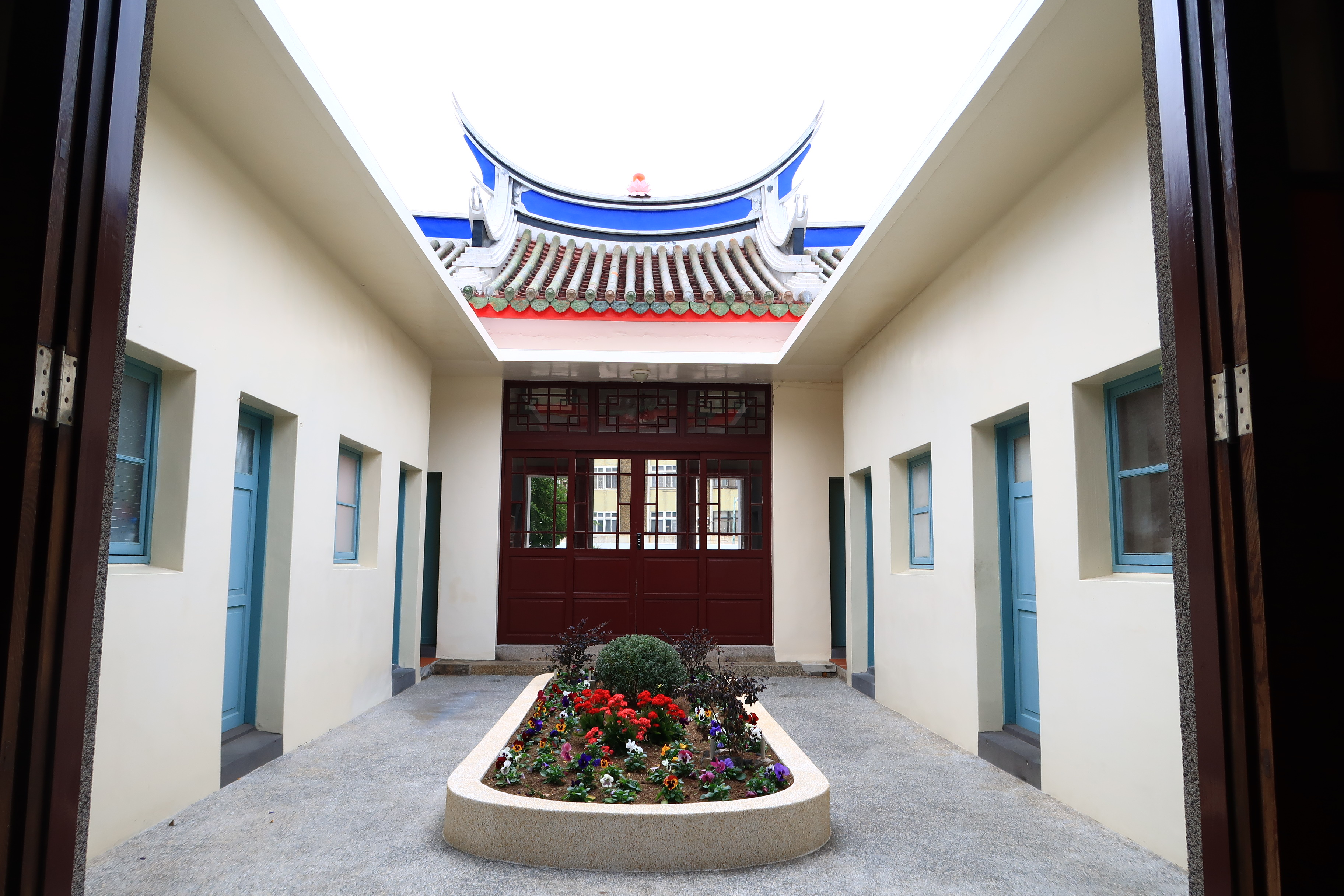
內庭花圃.
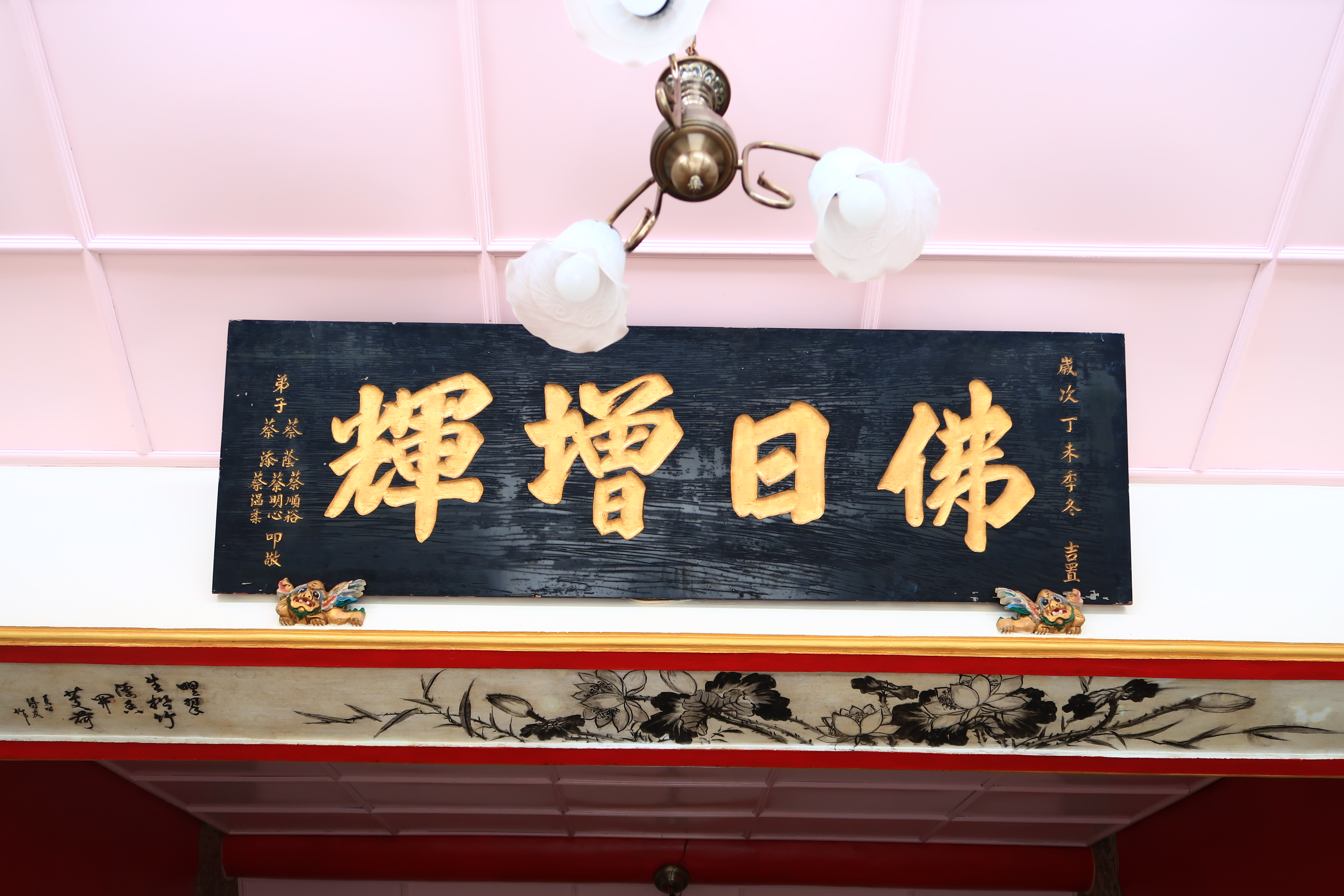
佛日增輝匾
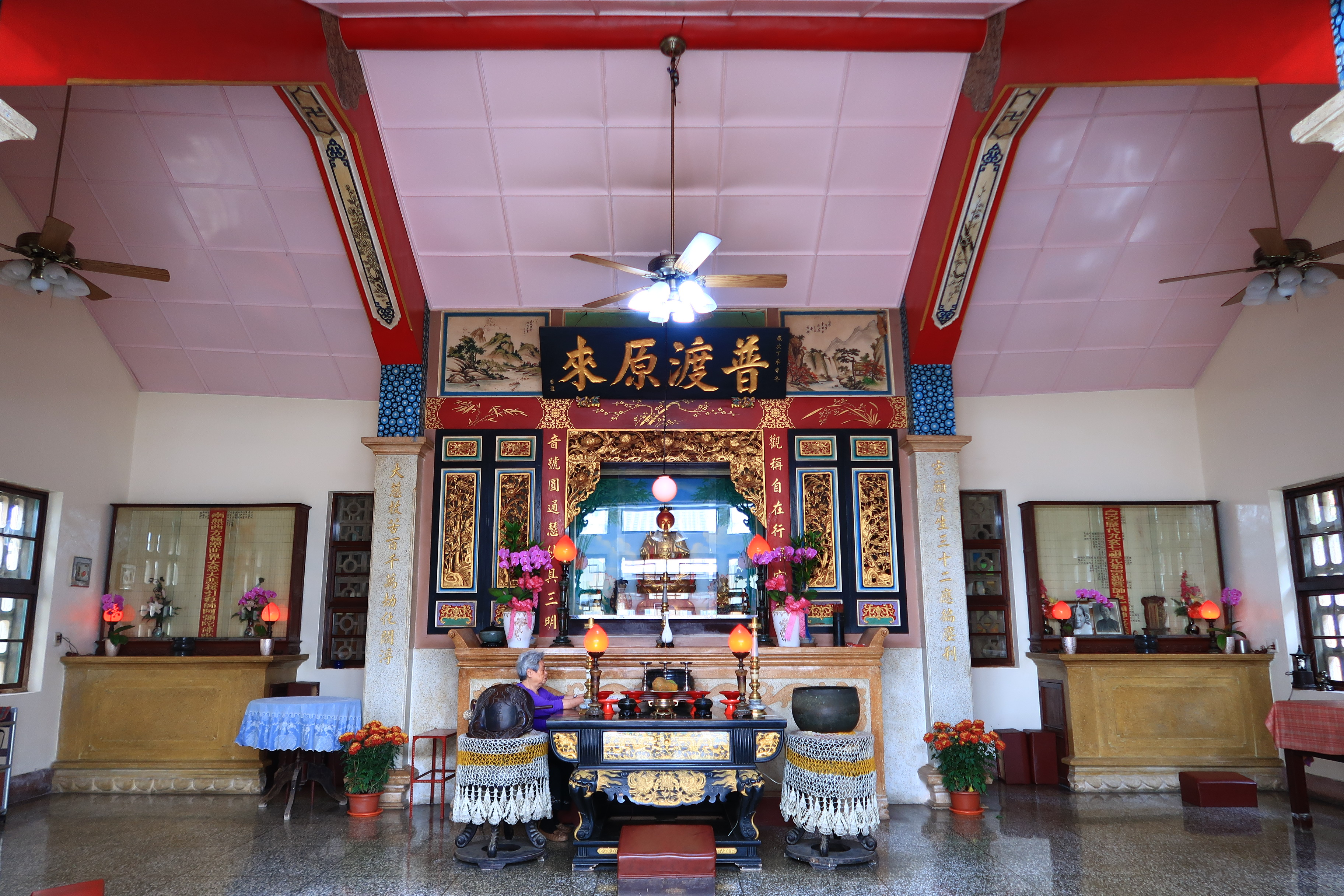
齋堂內部
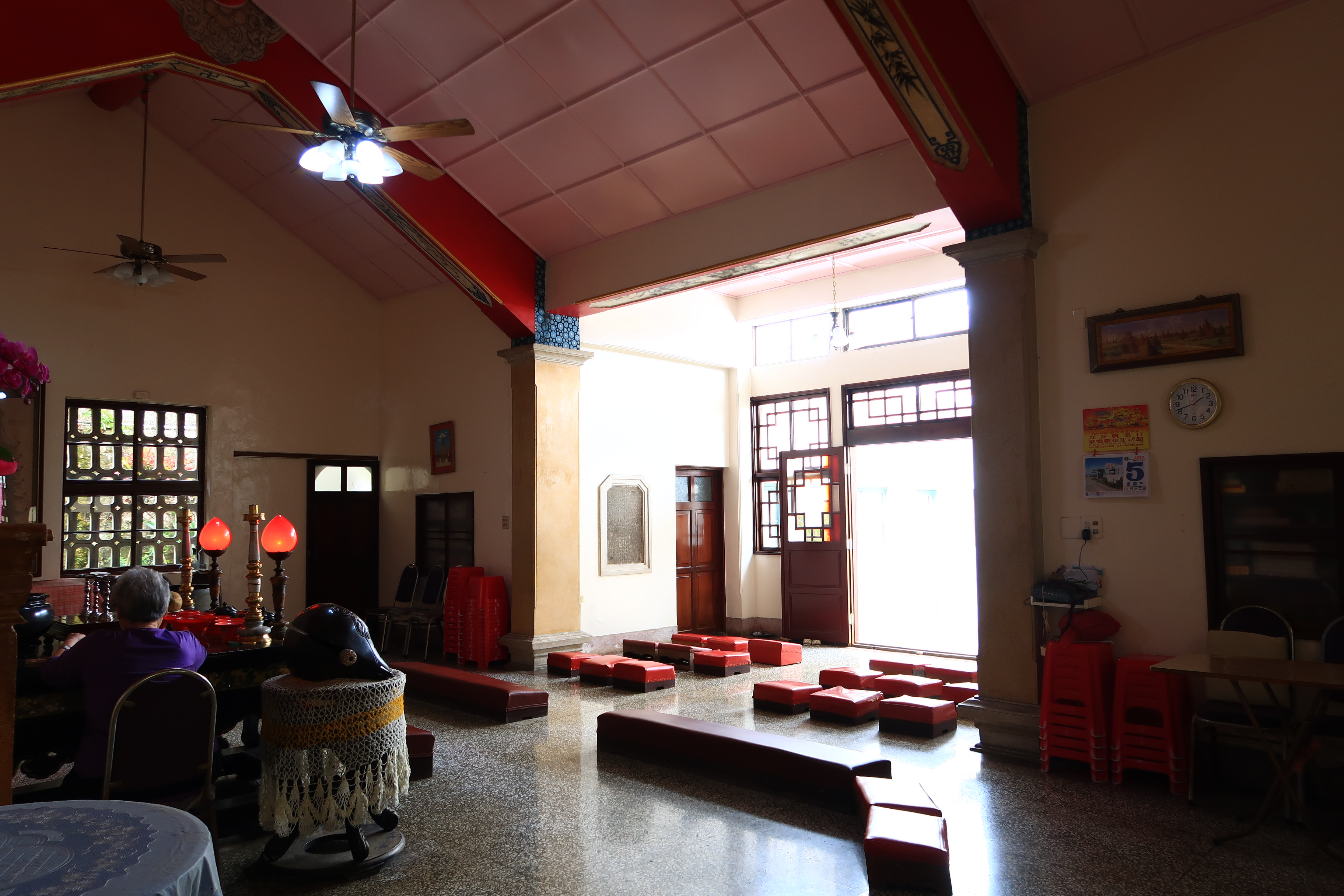
齋堂內部
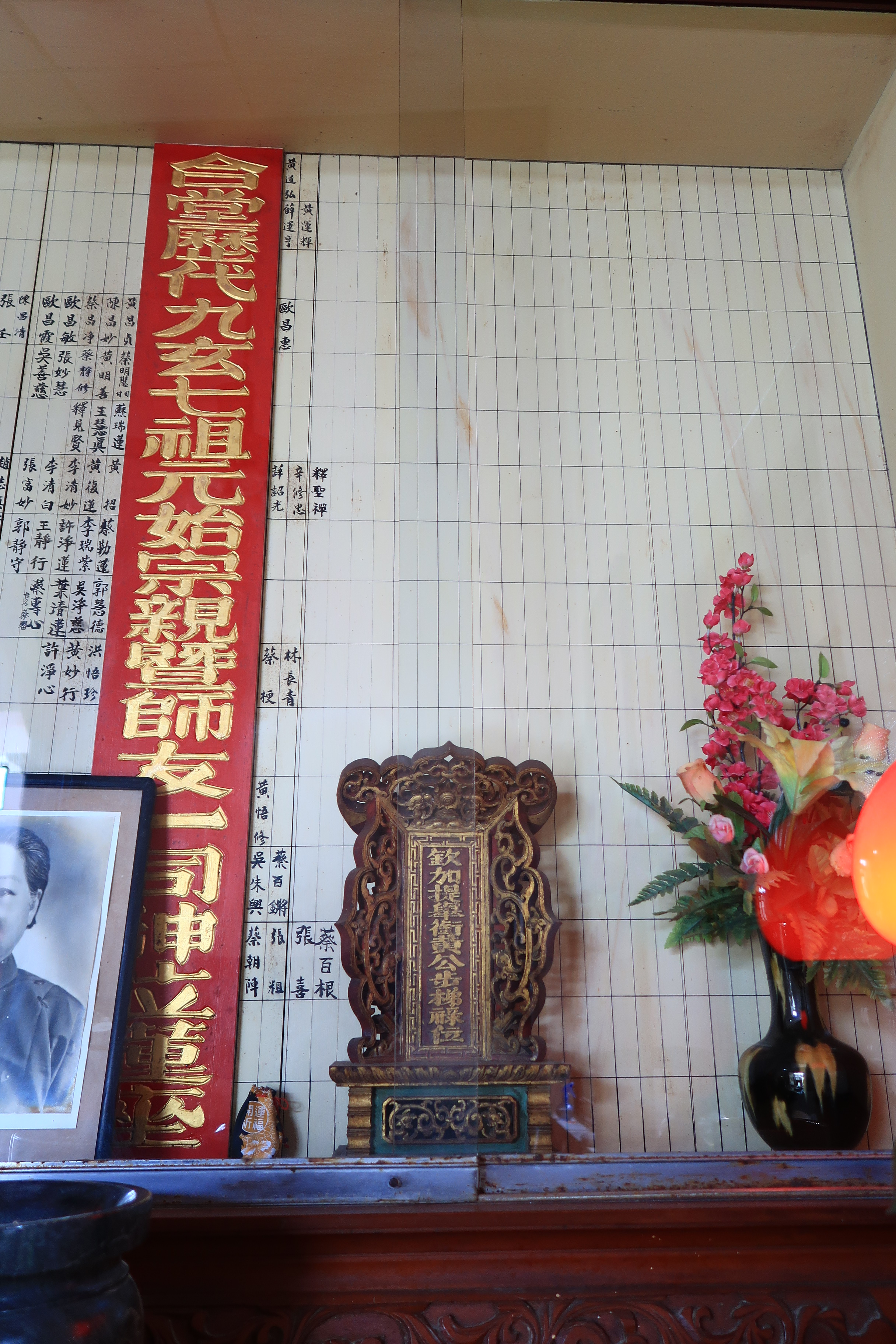
黃步梯祿位